# Sparkasse Märkisches Sauerland Hemer–Menden
Die Sparkasse Märkisches Sauerland, Hemer – Menden (auch Sparkasse Märkisches Sauerland Hemer – Menden) ist eine öffentlich-rechtliche Sparkasse mit Sitz in Hemer in Nordrhein-Westfalen. Ihr Geschäftsgebiet sind die Stadtgebiete von Hemer und Menden.

## Organisationsstruktur
Die Sparkasse Märkisches Sauerland Hemer – Menden ist eine Anstalt des öffentlichen Rechts. Rechtsgrundlagen sind das Sparkassengesetz für Nordrhein-Westfalen und die durch den Verwaltungsrat der Sparkasse erlassene Satzung. Organe der Sparkasse sind der Vorstand und der Verwaltungsrat. Träger der Sparkasse ist der Sparkassenzweckverband der Städte Hemer und Menden. Das Beteiligungsverhältnis ist nachträglich auf 77 zu 23 festgesetzt. Die zuständige Aufsichtsbehörde ist die Bundesanstalt für Finanzdienstleistungsaufsicht in Bonn.

## Geschäftsausrichtung
Die Sparkasse Märkisches Sauerland Hemer – Menden betreibt als Sparkasse das Universalbankgeschäft. Sie ist Marktführer in ihrem Geschäftsgebiet. Die Sparkasse Märkisches Sauerland Hemer–Menden wies im Geschäftsjahr 2023 eine Bilanzsumme von 1,412 Mrd. Euro aus und verfügte über Kundeneinlagen von 1,084 Mrd. Euro. Gemäß der Sparkassenrangliste 2023 liegt sie nach Bilanzsumme auf Rang 289. Sie unterhält 6 Filialen/Selbstbedienungsstandorte und beschäftigt 186 Mitarbeiter.

## Sparkassen-Finanzgruppe
Die Sparkasse Märkisches Sauerland Hemer–Menden ist Teil der Sparkassen-Finanzgruppe und gehört damit auch ihrem Haftungsverbund an. Er sichert den Bestand der Institute und sorgt dafür, dass sie auch im Fall der Insolvenz einzelner Sparkassen alle Verbindlichkeiten erfüllen können. Die Sparkasse vermittelt Bausparverträge der regionalen Landesbausparkasse, offene Investmentfonds der Deka und Versicherungen der Provinzial. Im Bereich des Leasing arbeitet die Sparkasse Märkisches Sauerland Hemer–Menden mit der  Deutschen Leasing zusammen. Die Funktion der Sparkassenzentralbank nimmt die Helaba wahr.

## Fusion
Die heutige Sparkasse Märkisches Sauerland Hemer – Menden ist die Vereinigung der ehemaligen Stadtsparkasse Hemer und der ehemaligen Sparkasse Menden (Sauerland) gemäß § 27 Sparkassengesetz Nordrhein-Westfalen. Die Fusion wurde am 1. September 2009 rechtskräftig.
Im Frühsommer 2009 deutete sich eine Zusammenarbeit der Stadtsparkasse Hemer mit der Sparkasse Menden an, da die Mendener Sparkasse in finanzielle Probleme geraten war. Grund für Verluste in Höhe von rund 50 Millionen Euro 2008 und 2009 waren unter anderem über 200 Baukredite an Spätaussiedler, die nicht zurückgezahlt werden konnten. Zu den größten Risikokrediten der damaligen Sparkasse Menden gehörte außerdem die Kreditgewährung an die Gesellschaft für sicherheits- und wehrtechnische Wirtschaft (GWS) für den Kasernenkauf in Hemer. Im Juni 2009 begannen schließlich Fusionsgespräche zwischen Hemer und Menden.
Zur Gründung eines Zweckverbandes Hemer – Menden als Träger einer gemeinsamen Sparkasse wurde ein Vertrag geschlossen, nach dem das Vermögen der Sparkasse Menden auf die Sparkasse Hemer übergeht. 
Da die Kreditrisiken die ursprünglich angenommenen 20 Millionen Euro überstiegen, unterschrieb Hemers Bürgermeister Michael Esken den Fusionsvertrag erst nach Nachbesserungen. Hemer erhält an der neuen Sparkasse einen Anteil von 75 Prozent, 2015 soll für jede angefangenen Millionen der Kreditrisiken, die tatsächlich eingetreten sind, jeweils ein Prozentpunkt von Menden nach Hemer übergehen. Der Sparkassenverband Westfalen-Lippe übernahm 32 Millionen Euro der Risiken.
Positive Aspekte zur Verbesserung der Bilanz sah Michael Esken in der Verhandlungsbereitschaft der Haftpflichtversicherung des ehemaligen Vorstandes und Verwaltungsrates der Sparkasse Menden über eine Regressforderung im Millionenbetrag wegen lediglich „fahrlässiger Vergabe“ von Firmenkrediten, die die Sparkasse Menden endgültig in den Abgrund getrieben haben.
Durch einen außergerichtlichen Vergleich endete das vermögensrechtliche Streitverhältnis der Sparkasse wegen behaupteten Fehlverhaltens gegen ehemalige Vorstands- und Verwaltungsratsmitglieder der untergegangenen Sparkasse Menden, indem ihre Haftpflichtversicherung aus einer Deckungssumme von höchstens 5 Millionen Euro einen Teilschaden von 3,5 Millionen Euro reguliert. Der effektive Schaden beträgt etwa 32 Millionen Euro. Mit der Vergleichssumme wurden die vermuteten Schadenstifter von weiteren zivilrechtlichen Schadenersatzverpflichtungen befreit. Unberührt bleiben strafrechtliche Aspekte, die die Schwerpunkt-Staatsanwaltschaft Bielefeld verfolgt. Fünf Ex-Verwaltungsratsmitglieder der untergegangenen Sparkasse Menden wehren sich gegen den Eindruck, dass mit der Zahlung der Haftpflichtsumme von 3,5 Millionen Euro auch ein Fehlverhalten der Verwaltungsräte attestiert worden sei.

## Ehemalige Sparkasse Hemer

### Anfänge als „Sparkasse des Amtes Hemer“
Da sich die Einwohner Hemers bislang auf die Sparkassen in Menden, Iserlohn und Altena verteilt hatten, wurde am 8. Juli 1867 auch eine „Sparkasse des Amtes Hemer“ gegründet. Die ersten Planungen begannen schon im März dieses Jahres. Zuvor gab es nur eine Spar- und Darlehenskasse in Deilinghofen, die mit Gründung der neuen Amtssparkasse ihre Geschäfte einstellte. Der Geschäftsbetrieb in Oberhemer begann am 2. März 1868 unter Leitung des Kaufmanns Paul Erkenzweig. Nach dem ersten Geschäftsjahr wies man einen Gewinn von 57 Thalern, vier Silbergroschen und acht Pfennigen auf. 1870 wechselte die Leitung und damit auch der Standort. Die neue Geschäftsstelle lag in Sundwig.
Die ersten Zinsüberschüsse, die das Amt für das Krankenhaus nutzte, wurden 1892 unter Leitung von Karl Michel, der das Geschäftslokal zurück an die Hauptstraße verlegte, erwirtschaftet. Im selben Jahr trat die Sparkasse dem Rheinisch-Westfälischen Sparkassenverband bei. 1895 wurde die Kasse in „Amtssparkasse Hemer“ umbenannt. Zwischen 1909 und 1935 war das Amtshaus, das vom heutigen „Alten Amtshaus“ abgelöst wurde, Sitz der Sparkasse.

### Von der Weltwirtschaftskrise bis zur „Stadtsparkasse“

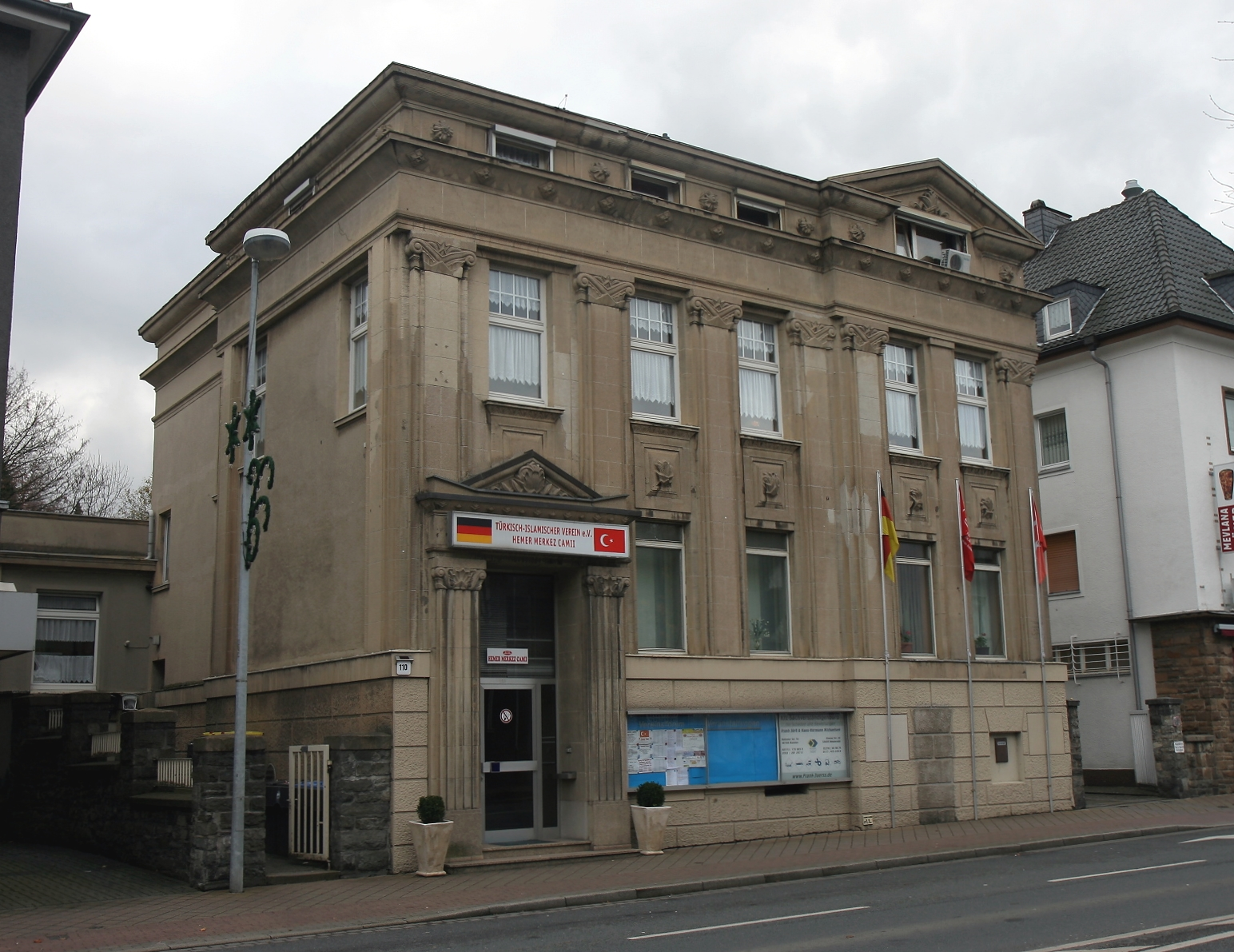
Ehemaliges Gebäude der Amtssparkasse (1935–1948)

Im November 1919 wurde der Sparkasse das Wertpapiergeschäft erlaubt. Auch das Hemeraner Kreditinstitut litt unter der Weltwirtschaftskrise, zahlungsunfähig war es jedoch nie. 1935 verließ man das Alte Amtshaus und bezog ein Gebäude in direkter Umgebung. Ab 1948 befand sich die Zentrale in der heutigen Stadtbücherei. Erst 1957 wurde erstmals ein eigenes Gebäude am immer noch aktuellen Standort eingeweiht und bezogen.
Danach wurden in fast allen Gemeinden des Amtes Zweigstellen eröffnet. 1930 bestanden schon „Annahmestellen“ in Ihmert und Evingsen. Hauptzweigstellen wurden eröffnet: in Deilinghofen 1960, in Ihmert 1962, in Evingsen 1966, in Westig 1967, in Sundwig 1969, in Becke und Niederhemer 1969, in Bredenbruch 1981, sowie in Oberhemer 1975. Letztere wurde bereits 1987 wieder geschlossen, 1999 wurde auch die Bredenbrucher Geschäftsstelle zugemacht.
Durch die kommunale Neuordnung 1968 trat Evingsen aus dem Verband aus. Die Amtssparkasse erhielt den neuen Namen „Stadtsparkasse Hemer“. Die Zentrale in der Innenstadt wurde 1963 erstmals umgebaut. Ab 1974 nutzte man sogar ehemalige Wohnungen als Geschäftsräume. Im September 1975 begann eine Erweiterung, nach der die Nutzfläche 4.050 m² groß war.

### Fast-Kollaps und Auszeichnungen
1987 musste der städtische Haushalt der Sparkasse mehrere Millionen DM überweisen, weil die Kasse kurz vor dem Ruin stand. Ursache waren zu viele ungedeckte Kredite, die das Eigenkapital der Stadtsparkasse angriffen. Im Zuge der Sparkassen-Affäre wurde der gesamte Vorstand entlassen und Bürgermeister Hans Meyer musste zurücktreten. Daraufhin übernahm Wolf Stelling den Vorstandsvorsitz und sanierte das Institut.
Zum 125. Jubiläum gründete die Stadtsparkasse 1992 die Stiftung zur Förderung von Kunst und Kultur, durch die unter anderem das Stadttor finanziert wurde. 2000 wurde der Eingangsbereich umgebaut, wobei vor allem Glas eingesetzt wurde. Im November 2008 löste Dietmar Tacke, der dem Vorstand seit 1999 angehörte, den bisherigen Vorstandsvorsitzenden Wolf Stelling ab. Thomas Prochmann wurde weiteres Vorstandsmitglied.
2007 und 2008 wurde die Sparkasse Hemer jeweils als eine der 50 besten Sparkassen Deutschlands mit dem „1Voraus“-Preis ausgezeichnet. Im Bereich Westfalen-Lippe belegte die Hemeraner Stadtsparkasse den ersten Platz. Die Kulturstiftung der Stadtsparkasse wird 400.000 Euro für den im Rahmen der Landesgartenschau 2010 entstehenden Jübergturm zur Verfügung stellen.

## Ehemalige Sparkasse Menden
Am 14. September 1842 wurde die Sparkasse Menden in Menden (Sauerland) gegründet.
Von 1978 bis 1981 wurde die Sparkassen-Hauptstelle an der Papenhausenstraße gebaut. Ein Jahr später im Jahr 1982 wurde durch die Sparkasse Menden der erste Geldautomat in der Stadt Menden zur Verfügung gestellt.
1990 wurde die Hauptstelle umgebaut und Beratungsmöglichkeiten außerhalb der normalen Öffnungszeiten geschaffen. In der Kundenhalle entstand zudem der „Börsentreff“, wo sich Kunden umfassend zum Thema Wertpapiere informieren konnten.
Im Jahr 1992 feierte die Sparkasse Menden ihr 150-jähriges Bestehen. Zu diesem Anlass wurde die „Stiftung der Sparkasse Menden“ mit einem Stiftungskapital von 255.650 EUR ins Leben gerufen. 
2004 wurde in Vorbereitung auf den Umbau der Hauptstelle im Jahr 2005 neben der Hauptstelle ein Verwaltungsgebäude gebaut.
Von 2005 bis 2006 wurde die Hauptstelle Menden modernisiert. Marktfolgebereiche wechselten aus der Kundenhalle in das neu erstellte Verwaltungsgebäude. Dadurch entstand Platz für neue, diskrete Beratungsbüros für Privatkundenbetreuer und den Immobilienbereich. 